# 北辰三角洲駅
北辰三角洲駅（ほくしんさんかくすえき）は、中華人民共和国湖南省長沙市開福区にある1号線の駅である。

## 駅構造
- 島式ホーム1面

## 駅周辺
- 北辰三角洲
- 伍家嶺
- 長沙市博物館
- 長沙市図書館
- 長沙市音楽庁